# Мартін Вікрамасінге
Ма́ртін Вікрамасі́нге (синг. මාර්ටින් වික්‍රමසිංහ; 29 травня 1890 — 23 липня 1976) — ланкійський письменник, літературний критик, мислитель і громадський діяч.    

## З життєпису
Через бідність не отримав освіти.    
За молодих років змінив безліч професій: був комівояжером, прикажчиком тощо. 
Творчу діяльність розпочав у 1914 році. Всю його творчість можна розділити на три етапи: робота позаштатним кореспондентом газети «Динаміка» (1914-1920) і робота професійним журналістом в різних газетах (1920-1946) та власне письменницька діяльність (1947-1976). 
Літературна спадщина Вікрамасінге складається з 12-ти романів:
- «Змінюється село» (1944);
- «Останній століття» (1947);
- «Кінець століття» (1949);
- «Безпристрасний» (1956);
- «Плин життя» (1973), а також безлічі оповідань, що увійшли в 9 збірок, 2-х автобіографічних повістей і понад 30 робіт, присвячених проблемі сингальської літератури, культури, мистецтва, філософії. Крім того, Вікрамасінге писав книги і статті з біології, археології, етнографії, а також навчальні посібники для шкіл.